# Тихомир Завидович
Вижте пояснителната страница за други личности с името Тихомир.
Тихомир Завидович (на сръбски: Тихомир Завидовић) е велик жупан на Сърбия от династията Вукановичи, управлявал като византийски васал през 1165/66 - 1168 г. 
Роден преди 1113 година, той е един от синовете на Завида, жупан на Захумлие. Към 1166 година Тихомир е обявен за велик жупан на Сърбия от император Мануил I Комнин, но на практика управлява съвместно с братята си Страцимир Завидович, Мирослав Завидович и Стефан Неманя. Тихомир влиза в конфликт със Стефан Неманя и след като претърпява военно поражение през 1171 година се удавя в река Ситница. Владенията му са наследени от Стефан.